# Arthonia glebosa
Arthonia glebosa är en lavart som beskrevs av Tuck. Arthonia glebosa ingår i släktet Arthonia och familjen Arthoniaceae.   Inga underarter finns listade i Catalogue of Life.